# エティエンヌ1世 (ブルゴーニュ伯)
エティエンヌ1世（フランス語：Étienne Ier, 1065年 - 1102年5月17日）は、ブルゴーニュ伯、マコン伯およびヴィエンヌ伯（在位：1097年 - 1102年）。

## 生涯
エティエンヌ1世はブルゴーニュ伯ギヨーム1世とエティエネットの息子で、ローマ教皇カリストゥス2世は弟である。
1097年に兄ルノー2世が第1回十字軍のさなかに死去し、エティエンヌが伯位を継承した。エティエンヌも1101年にブロワ伯エティエンヌ2世軍の指揮官として十字軍に参加し、アンカラの占領を支援し、メルジフォンの戦いに参加した。エティエンヌは1102年にラムラの戦いで戦死した。伯位は長男ルノー3世が継承した。

## 家族
ロレーヌ公ジェラールの娘ベアトリス（1116/7年没）と結婚し、以下の子女をもうけた。
- イザベル - シャンパーニュ伯ユーグと結婚
- ルノー3世（1087年頃 - 1148年）[4] - ブルゴーニュ伯
- ギヨーム3世（1088年 - 1156年）[4] - マコン伯
- クレマンス（マルグリット）（1163年没） - アルボン伯ギーニュ4世と結婚、ギーニュ5世の母